# ラスロ・ボドロギ
ラスロ・ボドロギ （ラースロー・ボドロギ、László Bodrogi、1976年12月11日- ）は、ハンガリー・ブダペスト出身の自転車競技選手。2007年にフランス国籍を取得した。

## 来歴
典型的なタイムトライアルスペシャリストとして知られる。世界自転車選手権の個人タイムトライアルでは2000年に3位、2007年に2位に食い込んでいる他、ハンガリー国内選手権の個人TTでは2002年、2006年、2007年と3回制覇している。また、2002年にはいずれも今は行われていないが、グランプリ・エディ・メルクスを制し、グランプリ・デ・ナシオンでは2位に入っている。
ロードレースにおける主な実績は、2005年にツール・ド・ルクセンブルクで総合優勝を果たしている他、ハンガリー国内選手権では2003年、 2004年、2006年と3回制覇している。

## 主な戦績
1996年
- ハンガリー選手権 個人ロードレース 優勝

1997年
- ハンガリー選手権 個人タイムトライアル(ITT) 優勝
- ロードレース世界選手権・U23 ITT 2位

1998年
- ハンガリー選手権 ITT 優勝

1999年
- ツール・ド・ジロンド 総合優勝

2000年
- ロードレース世界選手権・ITT 3位
- ハンガリー選手権
  - 個人ロード 優勝
  - ITT 優勝

2001年
- ハンガリー選手権 ITT 優勝
- ジロ・デッラ・リグリア 総合優勝
- ジロ・リヴィエラ・リグレ・ポメンテ 総合優勝
- ヴォルタ・アン・アレンテジョ 総合優勝
- ツール・ド・ラブニール 区間2勝

2002年
- ハンガリー選手権 ITT 優勝
- GPエディ・メルクス 優勝（+ ファビアン・カンチェラーラ）
- パリ〜ニース 区間1勝（プロローグ）

2003年
- ハンガリー選手権 ITT 優勝

2004年
- ハンガリー選手権 ITT 優勝

2005年
- ツール・ド・ルクセンブルク 総合優勝

2006年
- ハンガリー選手権
  - 個人ロード 優勝
  - ITT 優勝

2007年
- ロードレース世界選手権・ITT 2位
- ハンガリー選手権 ITT 優勝
- クロノ・デ・ナシオン 優勝

2008年
- ハンガリー選手権 ITT 優勝